# Rodefeld Manufacturing Company
Rodefeld Manufacturing Company war ein US-amerikanischer Hersteller von Kraftfahrzeugen.

## Unternehmensgeschichte
A. H. Rodefeld war ein Schmied in Richmond in Virginia. Zu Beginn des 20. Jahrhunderts betrieb er dort eine Automobilwerkstatt. 1909 begann er mit Hilfe seiner Söhne Gus und Bill mit der Produktion von Automobilen nach Kundenaufträgen. Der Markenname lautete Rodefeld. 1917 endete die Fahrzeugproduktion. Insgesamt entstanden etwa 25 Kraftfahrzeuge, davon etwa die Hälfte Personenkraftwagen und Lastkraftwagen. Danach wurde noch Zubehör gefertigt.
Mitte der 1920er Jahre wurde daraus die Rodefeld Company Inc., die ebenfalls Zubehör fertigte.

## Produkte
Alle Fahrzeuge hatten einen Vierzylindermotor mit Luftkühlung. Die Motorleistung wurde über eine Kette an die Hinterachse übertragen. Die Lastwagen waren mit einer Tonne angegeben. Bei mindestens einem Fahrzeug war der Motor quer zur Fahrtrichtung eingebaut.
Ein Nutzfahrzeug bot Platz für zwölf Personen. Das Unternehmen hatte sich in einer Ausschreibung des Wayne County Highway Department gegen International Harvester durchgesetzt. Sie hatten einen Preis von 1225 US-Dollar aufgerufen, der Konkurrent dagegen nur 1091,50 Dollar.
Nach 1917 entstanden Wasserpumpen für das Ford Modell T.